# Unruhen in Maputo 2010
Die Unruhen in Maputo brachen in Maputo, der Hauptstadt von Mosambik, am 1. September 2010 aus Protest gegen geplante Preiserhöhungen für Grundnahrungsmittel und Strom aus. Es kam zu Straßenschlachten zwischen Polizisten und Demonstranten, bei denen es Tote und Verletzte gab.

## Hintergrund
Die Weizenernte fiel 2009 schlecht aus und die Vorräte gingen 2010 zu Ende, was zu einem massiven Preisanstieg am Weltmarkt führte. Laut UNO-Ernährungs- und Landwirtschaftsorganisation (FAO) stieg der Preisindex für Nahrungsmittel (FFPI) von Juli 2010 bis August 2010 um fünf Prozent. Die Preise für Lebensmittel erreichten einen Höchststand seit September 2008. Zusätzlich verlor die mosambikanische Währung Metical in den vorhergehenden Monaten gegenüber dem südafrikanischen Rand 43 Prozent. Südafrika ist der wichtigste Importeur von Grundnahrungsmitteln nach Mosambik.

## Verlauf
Die Regierung von Mosambik kündigte an, die Preise für Brot um 25 Prozent und für Elektrizität um 13,4 Prozent anzuheben.
Direkter Auslöser der Proteste soll eine Ketten-SMS mit dem Inhalt: „Mosambikaner, freut euch auf einen großen Tag des Streiks. Lasst uns gegen die Erhöhung der Energie-, Wasser-, Minibustaxi- und Brotpreise protestieren. Bitte sendet diese SMS an andere Mosambikaner weiter!“ gewesen sein.
Bei den Kämpfen wurde ein Büro der staatlichen Energiegesellschaft EDM verwüstet. Es kam auch zu Plünderungen, Brandstiftungen und Zerstörungen. Es wurde scharf geschossen und Maputo war durch die Polizei und Barrikaden der Demonstranten teilweise von der Außenwelt komplett abgeschnitten. Praktisch alle Läden waren geschlossen. Am Flughafen gab es nur eingeschränkten Betrieb. Geschäftsleute und Touristen aus Südafrika, Portugal und anderen Ländern konnten das Land nicht verlassen. Die Demonstranten zerstörten auch Bildnisse von Staatspräsident Armando Guebuza.

## Opfer
Bei den Unruhen starben mindestens 13 Personen. Über 400 wurden verletzt.

## Reaktionen
Staatspräsident Armando Guebuza vermutete Oppositionelle hinter den Unruhen und berichtete von zahlreichen Festnahmen.